# یه ژائویینگ
یه ژائویینگ (انگلیسی: Ye Zhaoying؛ زادهٔ ۷ مهٔ ۱۹۷۴) بدمینتون‌باز اهل چین است.